# بوبی پاسرخ

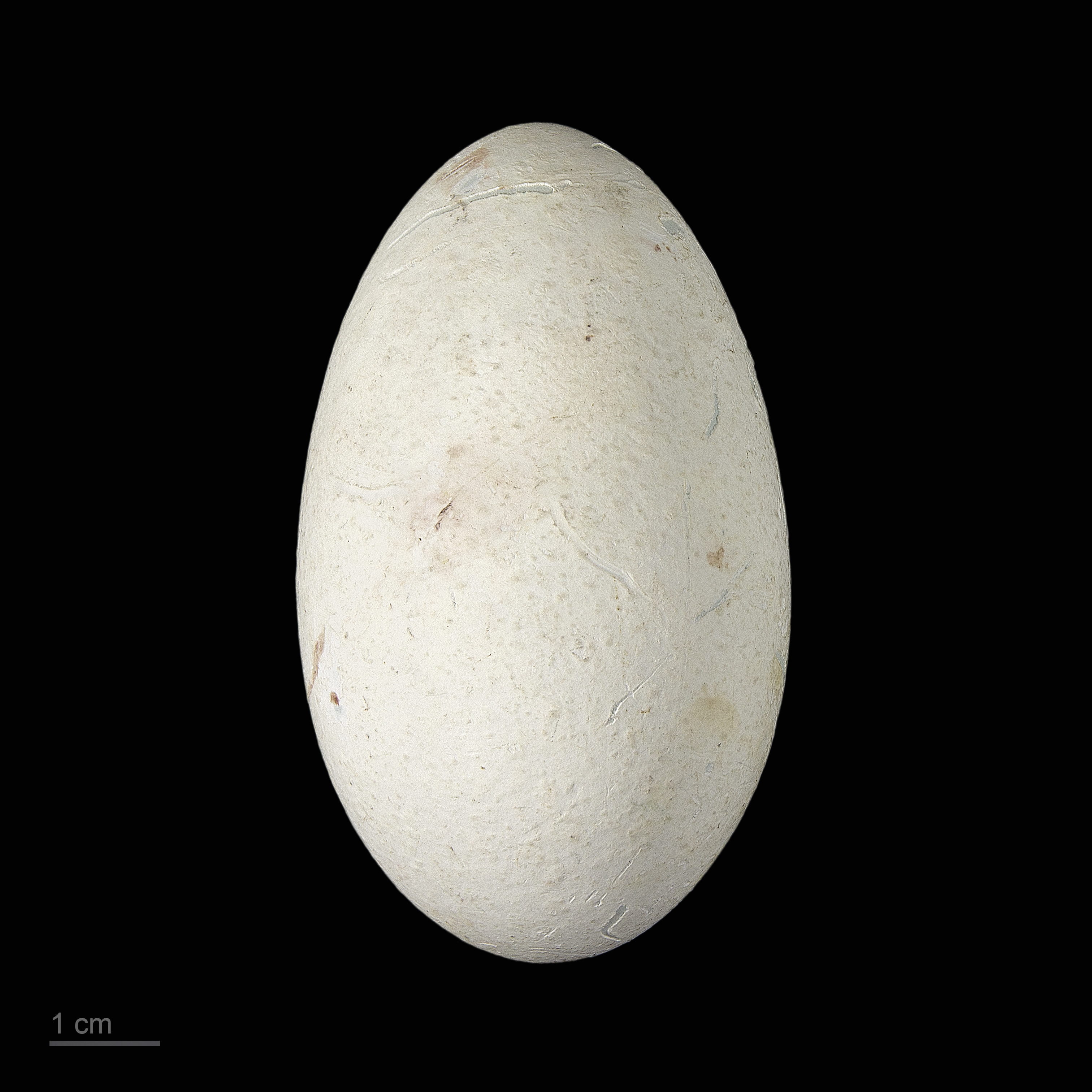
Sula sula

 بوبی پاسرخ (نام علمی: Sula sula) نام یک گونه از سرده بوبی‌ها است.